# Тюлько-Тамак
Тюлько́-Тама́к (рос. Тюлько-Тамак, башк. Төлкөтамаҡ) — присілок у складі Іглінського району Башкортостану, Росія. Входить до складу Красновосходської сільської ради.
Населення — 101 особа (2010; 128 в 2002).
Національний склад:
- башкири — 56 %
- татари — 34 %